# Hans Herk
Hans Herk (auch Herc, Harg, Hark) war ein Töpfer und Kachelbäcker im niederhessischen Sand (heute Bad Emstal-Sand).
Er produzierte um 1550 Kacheln für den regionalen Markt, zog um 1554 mit Modellen (Patritzen), die u. a. von Philipp Soldan aus Frankenberg geschnitzt waren, in Richtung Ostsee, um vor Ort in Töpfereien Formen oder Model anzufertigen, aus denen dann Kacheln für den regionalen Markt wie auch für den Export nach Skandinavien und ins Baltikum hergestellt wurden.
Von Herk befindet sich eine mit seinem Namen HERC HANS versehene Form im Dänischen Nationalmuseum von Kopenhagen; andere Kacheln weisen nur ein „H“ auf. Bei Hans Harg, der 1622 und 1628 datierte und entsprechend signierte Kacheln (heute im Museum von Korbach) fertigte, dürfte es sich um seinen Sohn oder Enkel gehandelt haben.
| Personendaten    | Personendaten                       |
| ---------------- | ----------------------------------- |
| NAME             | Herk, Hans                          |
| ALTERNATIVNAMEN  | Herc, Hans; HHarg, Hans; Hark, Hans |
| KURZBESCHREIBUNG | Töpfer und Kachelbäcker             |
| GEBURTSDATUM     | vor 1550                            |
| STERBEDATUM      | nach 1554                           |